# Yasmine Pahlavi
Yasmine Pahlavi (persiska: یاسمین پهلوی), född Yasmine Etemad-Amini den 26 juli 1968 i Teheran, Iran, är en iransk jurist, filantrop och maka till Reza Pahlavi, tidigare kronprins av kejserliga staten av Iran och sedan 1979 iransk tronpretendent.

## Biografi
Yasmine Etemad-Amini är dotter till affärsmannen Abdollah Etemad-Amini och Forough Eftekhari. Hon föddes på Pars Sjukhuset i Teheran den 26 juli 1968. Hon fick sin tidiga utbildning i Iran men familjen tvingades i landsflykt av revolutionen som utbröt i landet 1978. Familjen bosatte sig i San Franciscoområdet i Kalifornien, där hon avlade studentexamen vid flickskolan Notre Dame Gymnasium. Hon studerade statsvetenskap och juridik vid George Washington University i Washington D.C.. Hon  har en kandidatexamen (1990) i statsvetenskap och en doktorsexamen (1998) i juridik från George Washington University. Efter doktorsexamen började hon arbeta för Världsbanken och blev också medlem i Marylands advokatsamfund. Hon arbetade i tio år som personaladvokat vid Children's Law Center i Washington, D.C., och företrädde utsatta ungdomar. 
1991 grundade hon välgörenhetsorganisationen Foundation for the Children of Iran tillsammans med människorättsaktivisten och filantropen Nazi Eftekhari och har som syfte att erbjuda hälsovårdstjänster till iranska barn eller barn av iranskt ursprung.
Yasmine Pahlavi har sedan 2000-talets början varit en framträdande anhängare av demokratirörelsen i Iran. Hon har från och med 2009 deltagit vid flera demonstrationer i USA och i Frankrike till försvar av demokrati och medborgerliga rättigheter och friheter i Iran. Hon har också uttalat sig som en stark försvarare av kvinnors rättigheter i Iran.

## Giftermål och barn
Yasmine Etemad Amini träffade Reza Pahlavi på en flygplats och de blev ett par. Han bodde vid tidpunkten i Schweiz så de reste regelbundet mellan USA och Schweiz för att träffa varandra. Paret gifte sig den 12 juni 1986 och bosatte sig i Washington, D.C.-området där hon började studerade vid universitetet. Yasmine och Reza Pahlavi har tre döttrar tillsammans: Noor Pahlavi, född 3 april 1992 (icke-officiell tronpretendent),
Iman Pahlavi, född 12 september 1993, och Farah Pahlavi, född 17 januari 2004.